# Haematopota malacrizi
Haematopota malacrizi är en tvåvingeart som beskrevs av Travassos Dias 1964. Haematopota malacrizi ingår i släktet Haematopota och familjen bromsar.
Artens utbredningsområde är Angola. Inga underarter finns listade i Catalogue of Life.